# Interdictum
Az interdictum (interdiktum) latin szó, amely tilalmat, kitiltást, kiközösítést jelent.

## Etimológia
Az interdicere, interdictum (‘megtilt, megtagad’) igébőlː 
- inter- (‘között, közbe’)
- dico (szól) vagy dicere (‘mond’)

## A római katolikus egyházban
Az interdictum vagy egyházi tilalom egyházi cselekmények gyakorlásának, főleg szentségek kiszolgáltatásának és felvételének bizonyos személyektől vagy bizonyos helytől való eltiltása. Kiterjedhet csak egy meghatározott személyre vagy pedig több személy összességére, egy testületre, illetve egy egész városra is. Hatásában hasonló a kiközösítéshez.

## A római jogban
A római jogban interdictumnak bizonyos birói parancsokat neveztek, amelyek leginkább tényleges állapotoknak hatalmaskodás és ehhez hasonló cselekmények  ellen hatóságilag való fenntartását célozták, a jogvédelemnek, de egyúttal a közcsend rendészeti védelmének is szükséges kiegészítését képezték.
Az interdictumoknak tárgyuk szerint különböző neveik voltak, pl. interdictum utrubi.

### Interdictum utrubi
Az interdictum utrubi birtokvédelem volt a római jogban, amely az ingó dolgokra vonatkozik. Minden magánjogrendszer sarkalatos pontja a tulajdonvédelem ill. a birtokvédelem. A római jog annyi fajta keresetet (actiot) ismert, ahány fajta ügy volt. A birtokvédelem a hibátlan, jóhiszemű birtokost védte. Az interdictumok megjelenése egyszerűsítette az eljárást, mert mint egyszerű parancsok nem az írott civiljogra támaszkodtak. Az interdictumok eredetüket tekintve a praetornak a polgárok között gyakorolt iurisdictiója (jogszolgáltatása) kapcsán alkalmazott első önálló és civiljogi alapra nem támaszkodó parancsai. Az interdictum utrubi  a birtok megtartását célzó interdictum,  az ingók birtokvédelmét szolgálta a római jogban.
Iustinianus megszüntette az interdictum és az actio (kereset) közötti megkülönböztetést.
A mai jogrendszerek is a birtokost védik, akit csak a jogszerű eljárás befejeztével lehet indokolt esetben a birtokátol megfosztani. Szűk kivételt jelentett a római jogban (és mai polgári jogban is) a jogos önhatalom, amire csak szigorúan meghatározott és körülírt esetekben kerülhet sor jogszerűen.